# Édouard Zambeaux
Pour les articles homonymes, voir Zambeaux.
 (janvier 2022).
 (janvier 2022).
 (janvier 2022).
La mise en forme du texte ne suit pas les recommandations de Wikipédia : il faut le « wikifier ».
Les points d'amélioration suivants sont les cas les plus fréquents. Le détail des points à revoir est peut-être précisé sur la page de discussion.
- Les titres sont pré-formatés par le logiciel. Ils ne sont ni en capitales, ni en gras.
- Le texte ne doit pas être écrit en capitales (les noms de famille non plus), ni en gras, ni en italique, ni en « petit »…
- Le gras n'est utilisé que pour surligner le titre de l'article dans l'introduction, une seule fois.
- L'italique est rarement utilisé : mots en langue étrangère, titres d'œuvres, noms de bateaux, etc.
- Les citations ne sont pas en italique mais en corps de texte normal. Elles sont entourées par des guillemets français : « et ».
- Les listes à puces sont à éviter, des paragraphes rédigés étant largement préférés. Les tableaux sont à réserver à la présentation de données structurées (résultats, etc.).
- Les appels de note de bas de page (petits chiffres en exposant, introduits par l'outil «  Source ») sont à placer entre la fin de phrase et le point final[comme ça].
- Les liens internes (vers d'autres articles de Wikipédia) sont à choisir avec parcimonie. Créez des liens vers des articles approfondissant le sujet. Les termes génériques sans rapport avec le sujet sont à éviter, ainsi que les répétitions de liens vers un même terme.
- Les liens externes sont à placer uniquement dans une section « Liens externes », à la fin de l'article. Ces liens sont à choisir avec parcimonie suivant les règles définies. Si un lien sert de source à l'article, son insertion dans le texte est à faire par les notes de bas de page.
- La présentation des références doit suivre les conventions bibliographiques. Il est recommandé d'utiliser les modèles {{Ouvrage}}, {{Chapitre}}, {{Article}}, {{Lien web}} et/ou {{Bibliographie}}. Le mode d'édition visuel peut mettre en forme automatiquement les références.
- Insérer une infobox (cadre d'informations à droite) n'est pas obligatoire pour parachever la mise en page.

Pour une aide détaillée, merci de consulter Aide:Wikification.
Si vous pensez que ces points ont été résolus, vous pouvez retirer ce bandeau et améliorer la mise en forme d'un autre article.
Édouard Zambeaux, né le 19 avril 1971 à Paris est un journaliste français. 
Il est également rédacteur en chef de Périphéries.fr et directeur éditorial et cofondateur de la ZEP - Zone d’Expression Prioritaire.

## Biographie
Après avoir effectué son stage de fin d'études de l'Institut pratique du journalisme au Courrier picard en août 1993, il couvre la signature des accords d'Oslo en septembre 1993 à Jérusalem, Jéricho et Naplouse, en tant que correspondant pour Europe 1.
De 1993 à 2003, il est pigiste pour de nombreux titres de presse écrite : VSD, Geo, Grands Reportages, Historia, Le Figaro Magazine, Les Échos, Phosphore, Talents, Eureka, Voyager Magazine, Auto Moto, Sciences et Avenir et Zurban.
En 1997 il assure la coordination et la rédaction en chef d’un numéro spécial du cahier sciences de Libération et en 1999 d’un supplément à Télérama écrits par des adolescents, dans le cadre d’ateliers d’écriture en partenariat avec la Fondation 93.
De 1998 à 2010, il est journaliste radio sur RFI. De 1998 à 2002 il réalise et conçoit des séries spéciales d’émissions associant des jeunes sur des thèmes de société en rapport avec la jeunesse des « quartiers » en partenariat avec la Fondation 93. En 2002, il crée et assure la production déléguée de l’émission Territoires de jeunesse, magazine de société sur la jeunesse. En 2006, il crée et est producteur délégué de l’émission Microscopie, magazine d’investigation sociale. 
Depuis 2001, il enseigne également à l’Institut pratique de journalisme, un cours sur le journalisme radio : de 2001 à 2003 en partenariat avec Jean-Philippe Balasse et Sébastien Demorand un cours avec une dominante sur le reportage et les formats magazines, puis en tant qu’enseignant vacataire sur le reportage. 
De 2000 à 2010, il intervient également comme conférencier-formateur pour le ministère de la Justice (Protection judiciaire de la jeunesse) et le ministère de l’Éducation nationale (Clémi). 
De septembre 2005 à juin 2017, il est producteur délégué à la rédaction de France Inter. Il crée l’émission Périphéries, 7 minutes de reportage, diffusées le dimanche à 13 h 20. Au début de l'autonome, cette émission est ensuite intégrée dans la séquence dominicale de la mi-journée animée par Stéphane Paoli. En 2018, il crée Périphéries.fr, un fil de podcast dont il est rédacteur en chef.   
Le 17 mars 2006, il conçoit et coordonne la journée spéciale Tous aux postes permettant à 300 adolescents de Seine-Saint-Denis de s’emparer de l’antenne de France Inter entre 6 h et 21 h après une préparation de 6 mois. Ce projet est mené en partenariat avec la Fondation 93. 
Depuis 1998, il anime des ateliers d’écriture et produit des émissions radio en milieu scolaire et avec les jeunes de la Protection Judiciaire de la Jeunesse ou de mineurs incarcérés. En 2000, il réalise les enquêtes radio En prison avec des ados, diffusées dans le magazine Interception de France Inter le 27 janvier 2002 (45’) et dans l’émission Écoutez... des anges passent sur France Inter le 9 avril 2004. En prison avec des ados enquête dans les quartiers de mineurs des prisons françaises, est publié aux éditions Denoël en 2001.  
En 2011, il crée puis présente et assure la rédaction en chef du Bondy Blog Café, émission d’interview politique et de reportage sur les thématiques liées aux quartiers populaires, 52’ sur LCP (Octobre 2011- Juillet 2012 pendant la campagne présidentielle).
En 2016, il est co-auteur et coréalisateur avec son frère Stanislas Zambeaux du documentaire Des clés dans la poche, 52 minutes, diffusé sur Public Sénat les 26 et 27 mars 2016.
En 2017, il est co-auteur avec Stanislas Zambeaux de Un jour ça ira, un long métrage documentaire de 82 minutes sorti en salles en février 2018.
En 2015, il crée avec le journaliste Emmanuel Vaillant la ZEP - Zone d’Expression Prioritaire, un dispositif média d’accompagnement des jeunes à l’expression développé par des journalistes et en partenariat avec des médias nationaux, dont il assure la direction éditoriale. Leur travail donne lieu à la publication de Vies majuscules : autoportrait de la France des périphéries en 2020, un recueil de 160 textes écrits par les participants aux ateliers d'écriture et Moi jeune, autoportrait d’un âge des (im)possibles paru en mars 2022 chez Les Petits matins.
Il est également président de l’association Médiation nomade depuis 2015. 

## Radio
- Périphéries, 7 minutes de reportage hebdomadaire diffusé sur France Inter de 2005 à 2017[5].
- Microscopie, magazine hebdomadaire de 47 minutes diffusé sur RFI de 2006 à 2010[6].

## Édition
- En prison avec les ados : enquête au cœur de l'école du vice / Édouard Zambeaux, Paris : Denoël  2001  (ISBN 2-207-25194-2).
- Vies majuscules : autoportrait de la France des périphéries / coordonné par Emmanuel Vaillant et Édouard Zambeaux ; photographies de Jérômine Derigny, Paris : Les Petits matins, 2020  (ISBN 978-2-36383-279-5).
- Moi jeune, autoportrait d'un âge des (im)possibles / sous la direction d'Édouard Zambeaux, Emmanuel Vaillant, Paris : Les Petits matins, date de parution 10/03/2022,  (ISBN 978-2-36383-337-2).

## Cinéma
- Un jour ça ira de Stanislas Zambeaux et Édouard Zambeaux, 2018. Production Magnéto Prod / Distribution Eurozoom[7],[8].

## Télévision
- Bondy Blog Café, octobre 2011 à juillet 2012[9].
- Des clés dans la poche, production Yuzu, Public Sénat, mars 2016, Productions Yuzu[10].

## Prix et récompenses
- Lauréat du Prix Varenne en 2006 pour La cité c’est ton pays, ta capitale (France Inter)[11].
- Lauréat du prix radio Stop aux clichés décerné par l’ANACEJ en 2009 pour La mie de pain peuplée par des jeunes, diffusé dans Périphéries sur France Inter[12].
- Lauréat du Prix Varenne en 2011 pour 10e étage, escalier B, un taudis qui rapporte gros[13].
- Lauréat 2015 de La France s’engage pour la ZEP[14].
- Lauréat 2016 du prix Éducation aux médias des Assises internationales du journalisme, catégorie "initiative associative" pour la ZEP[15].
- Lauréat du prix Tout court 2018 de la Scam pour les formats radio de moins de 10 minutes pour l’ensemble de Périphéries sur France Inter[16].
- Nommé en 2021 au grade de chevalier de l'Ordre national du mérite, promotion civile du 22 mai 2021 (médaille remise par François Sureau)[17].